# Bodas de Papel
Bodas de Papel é um filme brasileiro lançado em 2008, sob autoria de Flávio Carneiro e direção de André Sturm. Protagonizado por Helena Ranaldi e Darío Grandinetti, recebeu três prêmios: melhor filme pelo Prêmio Audiência e melhor edição de som e melhor atriz coadjuvante (Cleyde Yáconis) pelo Troféu Calunga.

## Elenco
- Helena Ranaldi - Nina
- Darío Grandinetti - Miguel
- Walmor Chagas - Arnaldo
- Cleyde Yáconis - Cecília
- Sérgio Mamberti - Nonato
- Antônio Petrin - Humberto
- Imara Reis - Dedé
- Ângela Dip - Ana Carolina
- Natália Lorda - Luisa Ortega
- Amanda Camolesi - Nina (jovem)
- Marino Varesio - Luisinho
- Fábio Vila Visconde - Nelson
- Valéria Lauand - Maria
- Eduardo Cordobhess - Pablo
- Victor Aminger - Julio